# Closterium pusillum
Closterium pusillum  là một loài Song tinh tảo trong họ Desmidiaceae, thuộc chi Closterium.